# Vivaldo da San Gimignano
Vivaldo da San Gimignano, al secolo Vivaldo Stricchi (San Gimignano, 1260 – Montaione, 1º maggio 1320), è stato un religioso italiano venerato come beato dalla Chiesa cattolica.
Di lui si sa molto poco: pare che fosse membro del Terz'Ordine Francescano e discepolo di Bartolo da San Gimignano, anch'egli venerato come beato, con il quale visse per circa venti anni nel lebbrosario di Cellole dedicandosi alla cura dei malati; morto Bartolo, divenne eremita nella non lontana, ma inospitale selva di Camporena dove morì nel 1320 dopo altri quattro lustri di penitenza. Sul luogo della sua morte è sorto nei secoli il complesso architettonico di San Vivaldo.

## Biografia

### L'infanzia e l'adolescenza
La famiglia Stricchi, alla quale Vivaldo apparteneva, era originaria di Fognano, nelle vicinanze di San Gimignano, dove si trovava anche una piccola chiesa parrocchiale soppressa alla fine del XVIII secolo: là possedeva campi e boschi.
Si può supporre che in quella località Vivaldo trascorresse la stagione calda insieme a tutta la sua famiglia e che qui abbia imparato ad apprezzare la solitudine, il silenzio ed abbia sviluppato l'amore per la preghiera fatta nei boschi. La chiesa parrocchiale di Fognano doveva essere l'altro polo di attrazione per il giovane Vivaldo.
La vita di Vivaldo probabilmente ebbe un prosieguo simile per tutta l'adolescenza.
Vi è tuttavia un fatto importante: la perdita della amata madre. Vivaldo trovò il conforto di Bartolo da San Gimignano, che da quel momento fu il suo punto di riferimento, la sua guida spirituale.
Un gruppo di giovani senesi nella seconda metà del XIII secolo decidono di unirsi in una brigata. Dante ne parla nel Canto XXIX dell'Inferno (vv. 123 - 139). Andarono ad abitare in un palazzo a Siena e in venti mesi bruciarono tutto il capitale, circa 200.000 fiorini d'oro: da allora il Palazzo prese la denominazione "della Consuma". Dante ci fornisce anche una serie di nomi: Niccolò dei Salimbeni, lo Stricca, Caccia d'Asciano, Abbagliato Folcacchieri e Lano de' Maconi,
Il poeta Folgóre da San Gimignano nel proemio (A la brigata nobile e cortese) della serie di sonetti dedicati ai mesi ci tramanda una serie di nomi che non possono essere identificati con quelli della brigata dantesca: Niccolò de' Nisi, Tingoccio, Min di Tingo, Ancaiano, Bartolo Mugavero, Fainotto.
Alcune vecchie agiografie erroneamente identificavano lo Stricca dantesco con il nostro Vivaldo, per la semplice assonanza col nome della sua famiglia di appartenenza (Stricchi). Lo Stricca dantesco è da identificarsi con Stricca de' Salimbeni o, in alternativa, Stricca de' Tolomei frate godente ancor vivo nel 1294.

### Con Bartolo

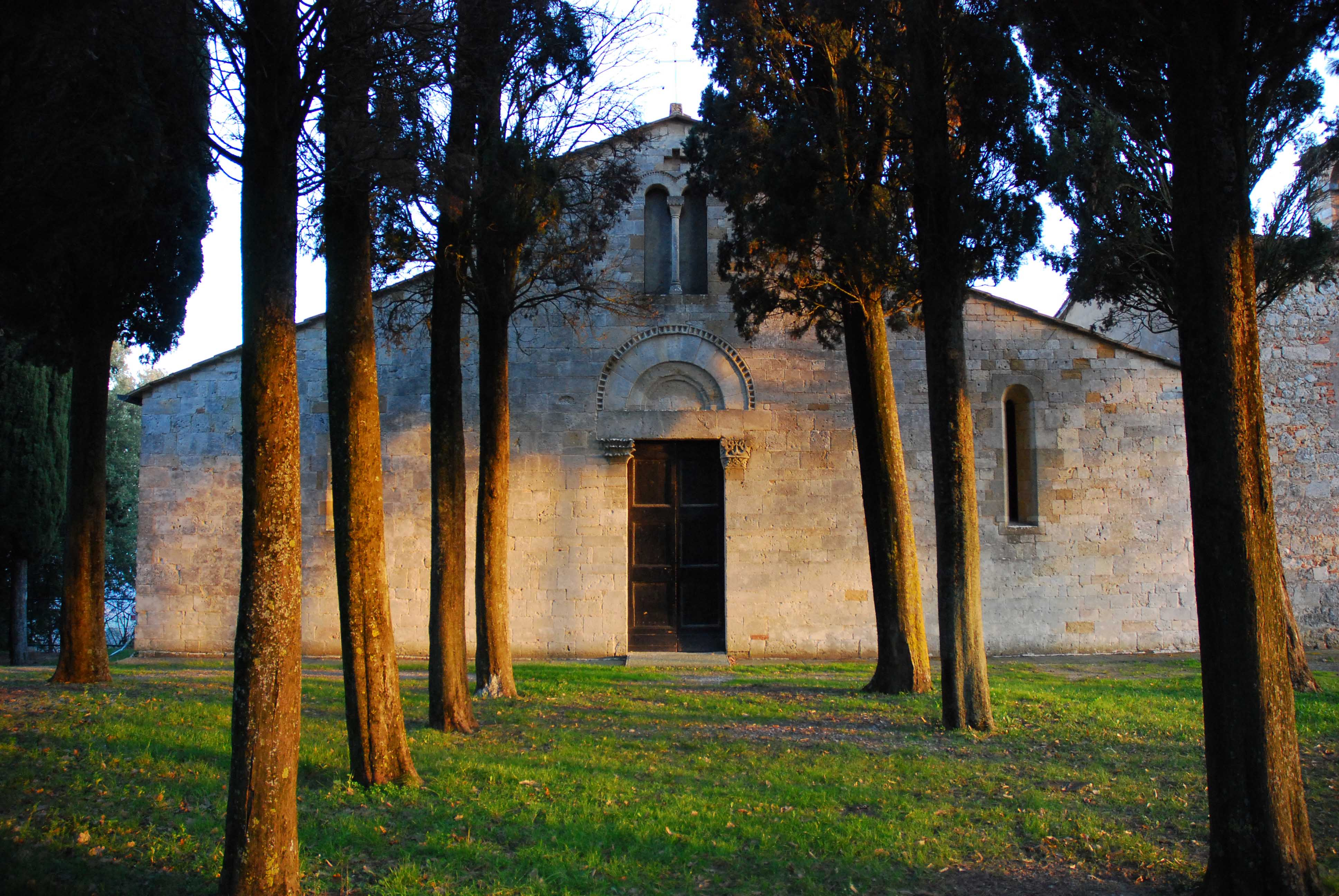
La pieve di Santa Maria a Cellole, San Gimignano

Bartolo era parroco della chiesa dedicata a San Nicola da Bari a Picchena, abitato distante quattro chilometri da Colle di Val d'Elsa, lungo la strada per Volterra.
Un giorno di pioggia Bartolo e Vivaldo videro venire loro incontro, nei pressi della chiesa, un vecchio tutto bagnato. Bartolo offrì ospitalità facendolo sedere vicino al fuoco e lavandogli i piedi con riverenza, suscitando l'ammirazione di Vivaldo. Bartolo fece cenno a Vivaldo di preparare anche il letto e di prepararsi ad una notte di preghiera. Durante la notte una voce disse loro che avevano ospitato Cristo: andarono subito a guardare nel letto, trovandolo vuoto.
Improvvisamente una mattina Bartolo si risvegliò ammalato di lebbra. Per essere sicuri i due si recarono da un medico a San Gimignano, il quale confermò la patologia. A Bartolo non restò che ritirarsi nel lebbrosario di Cellole, a pochi chilometri da San Gimignano, sulla strada che conduce a Volterra e Gambassi Terme. Vivaldo decise di seguire il suo maestro anche in questo suo ultimo viaggio.
Vivaldo si occupò di Bartolo e degli altri lebbrosi per un lungo periodo di tempo (circa un ventennio) fino alla morte di quest'ultimo avvenuta il 12 dicembre del 1300. Seguendo le volontà di Bartolo, morto in odore di santità, fu sepolto nella chiesa di Sant'Agostino a San Gimignano, dove riposa tutt'oggi.

### La selva di Camporena

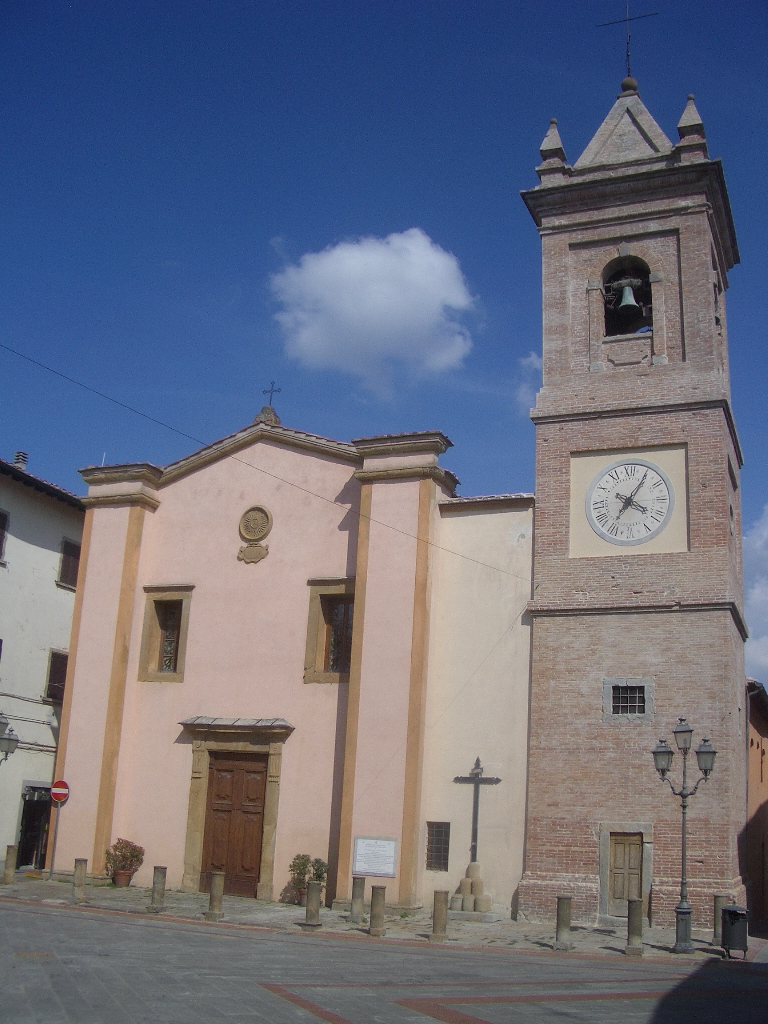
Chiesa di San Regolo, Montaione

Vivaldo prese la decisione di condurre una vita eremitica: giunse alla inospitale selva di Camporena, oggi nel comune di Montaione, prendendo alloggio in un tronco cavo di un grande castagno. Quella fu la sua casa per circa un ventennio: la tradizione vuole che Vivaldo sia morto il 1º maggio 1320, dopo il terribile inverno del 1319-1320. Gli abitanti di Montaione furono avvertiti della sua dipartita dalle campane della chiesa di San Regolo, che suonarono prodigiosamente a festa (riprendendo il topos della morte di Santa Verdiana da Castelfiorentino, di Santa Fina da San Gimignano e, poi, di beata Giulia Della Rena da Certaldo). I montaionesi accorsi nella selva di Camporena, trovarono il corpo di Vivaldo esanime dentro il castagno. Fu tumulato sotto l'altare maggiore della chiesa di San Regolo.

## Culto
Già nel 1325 il castagno dove l'eremita aveva vissuto non esisteva più, distrutto dalla bramosia dei numerosissimi pellegrini desiderosi di portarsi a casa una preziosa reliquia. In luogo del castagno fu costruita una primitiva cappella e poi un romitorio, in seguito ampliati fino a formare l'attuale complesso. La chiesa e il romitorio furono affidati subito ai Francescani che cercarono di appropriarsi del culto del beato, provando a dimostrare che in vita era stato un terziario francescano, come il suo maestro Bartolo.
Il culto del Beato Vivaldo fu confermato da papa Pio X il 13 febbraio 1908. In quella occasione il corpo fu traslato dalla chiesa di San Regolo alla chiesa a lui dedicata facente parte del convento di San Vivaldo dove tutt'oggi riposa.
La sua festa liturgica è il 1º maggio.

### Testimonianze iconografiche
Le principali testimonianze iconografiche si trovano nella chiesa del convento di San Vivaldo. 
- Si tratta di una pala d'altare in terracotta invetriata in passato attribuita a Giovanni Della Robbia e ora riferita a Benedetto Buglioni con l'Adorazione del Bambino tra i santi Vivaldo e Caterina d'Alessandria, databile ai primi anni del Cinquecento
- Di fronte alla precedente opera si trova la tavola dipinta nel 1516 da Raffaellino del Garbo con la Madonna in Gloria tra i santi Giovanni Battista, Francesco d'Assisi, Vivaldo e Girolamo.

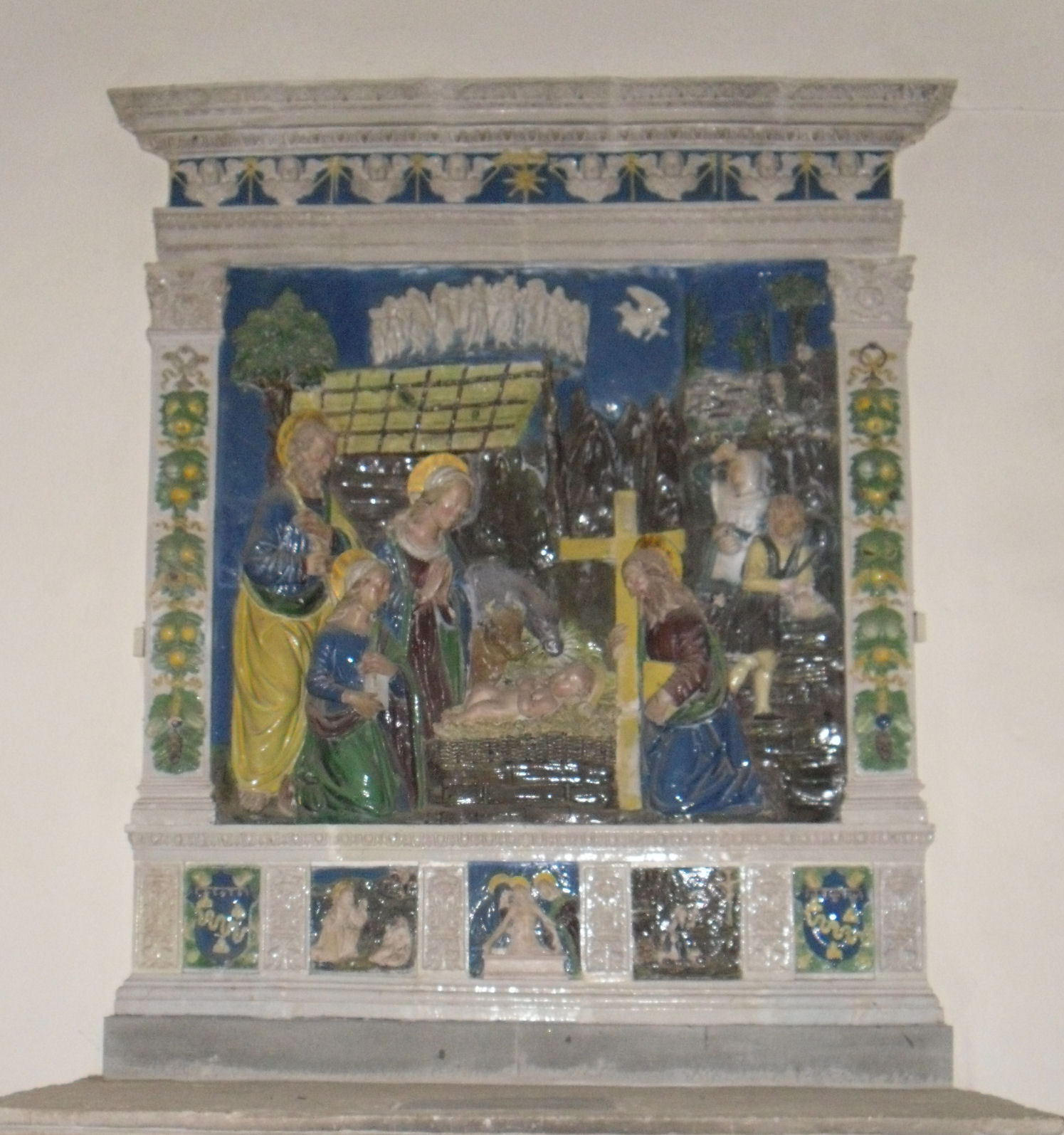
Benedetto Buglioni, Natività con santa Caterina di Alessandria e san Vivaldo, Montaione, chiesa di San Vivaldo
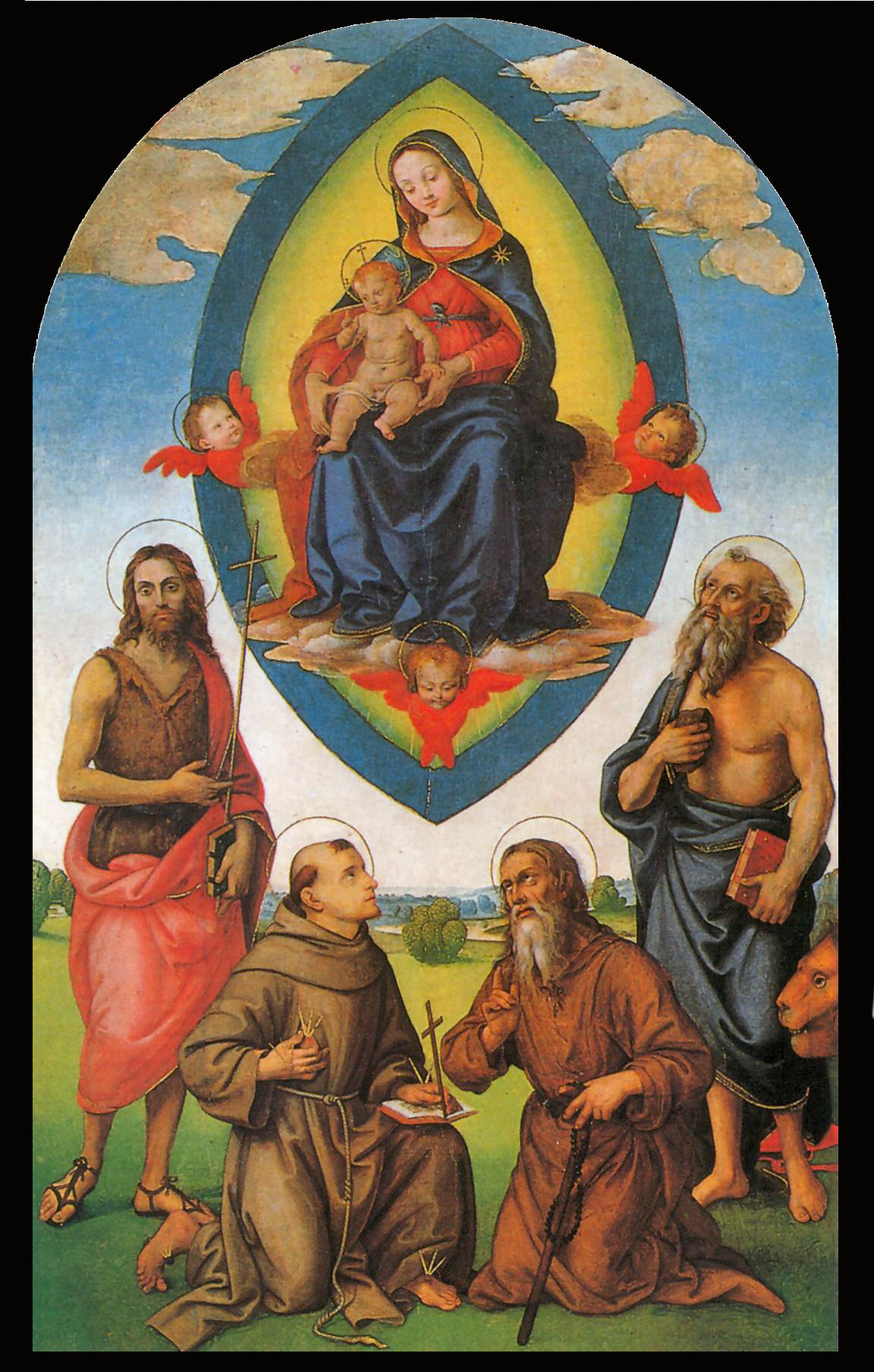
Raffaellino del Garbo, Madonna e santi, Montaione, chiesa di San Vivaldo, 1516